# リチャード・モントゴメリー

リチャード・モントゴメリーの署名

リチャード・モントゴメリー（英: Richard  Montgomery、1738年12月2日 - 1775年12月31日）は、アイルランド生まれの軍人で、イギリス陸軍に仕えた。アメリカ独立戦争の際に、大陸軍の准将となり、1775年に失敗に終わったカナダ侵攻作戦を率いたことで知られている。
モントゴメリーはアイルランドに生まれ育った。1754年、ダブリンのトリニティ・カレッジに入学し、その2年後にはイギリス軍に入隊してフレンチ・インディアン戦争に参戦した。北アメリカで、続いてカリブ海で勤務し、順調に階級を上げた。フレンチ・インディアン戦争が終わった後のポンティアック戦争ではデトロイト砦に駐屯し、その後健康上の理由でイギリスに帰国した。1773年、モントゴメリーはアメリカに戻り、ジャネット・リビングストンと結婚して、農場経営を始めた。
アメリカ独立戦争が始まると、アメリカ独立支持側に付き、1775年5月にはニューヨーク植民地会議の代議員に選出された。1775年6月、大陸軍の准将に任官された。フィリップ・スカイラー将軍の病気が重くなってカナダ侵攻を率いられなくなったときに、モントゴメリーがその指揮を引き継いだ。同年11月にはセントジョンズ砦とモントリオール市を占領し、その後ケベック市まで進軍して、ベネディクト・アーノルド率いる別働隊と合流した。12月31日、ケベック市への攻撃を指揮したが（ケベックの戦い）、戦闘中に戦死した。イギリス軍がその遺骸を見つけて軍葬の礼に付した。遺骸は1818年にニューヨーク市に移葬された。

## 初期の経歴
モントゴメリーは、アイルランドのダブリン県（フィンガル市）ソーズで、元イギリス軍士官でアイルランド議会代議員であったトマス・モントゴメリー（1700年-1761年）とメアリー・フランクリン・モントゴメリー夫妻の息子として生まれた。兄にはアレクサンダー・モントゴメリー大佐（1720年-1800年）、従兄にはアレクサンダー・モントゴメリー大佐（1686年-1729年）がおり、どちらもドニゴール県の代表として代議員を務めた。別の従兄でやはりアレクサンダー・モントゴメリー将軍（1721年-1785年）はモナハン県の代表として代議員を務めた。
モントゴメリーは子供時代の大半をドニゴールで過ごし、狩猟、乗馬、射撃およびフェンシングを習った。父のトマスがモントゴメリーに十分な教育を受けるように仕向けたので、フランス語、ラテン語および修辞学を学び、ベルファスト郊外の学校に通った。北アメリカでフレンチ・インディアン戦争が始まった1754年に、モントゴメリーはダブリンのトリニティ・カレッジに入学した。
モントゴメリーは知識を大いに愛したが、学位は受けなかった。父や兄のアレクサンダーから促されて、1756年9月21日にイギリス陸軍に入隊した。父が少尉の任官を買い与え、第17歩兵連隊勤務となった。

## 七年戦争

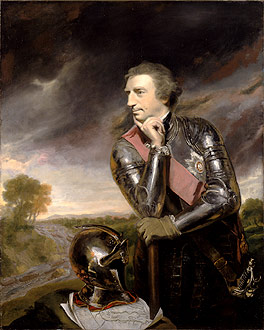
ジェフリー・アマースト将軍、ルイブール要塞包囲戦後にモントゴメリーを中尉に昇進させた

### 北アメリカ
1757年2月3日、第17歩兵連隊はそのゴールウェイ守備隊任務から海外派遣の準備をするよう命じられた。5月5日にモントゴメリーと第17歩兵連隊はコークを出港してノバスコシアのハリファックスに向かい、7月に到着した。イギリス軍はルイブール攻略の作戦を立てたが、その実行は延期され、冬季宿営のためにニューヨーク植民地に向かった。1758年、第17歩兵連隊はハリファックスに戻され、再度ルイブールの攻略を目指した。
イギリス軍の指揮官ジェフリー・アマーストとジェームズ・アバークロンビーは、ハリファックスの北、ケープ・ブレトン島の大西洋岸に位置するルイブールに駐屯するフランス軍を攻撃する作戦を立てた。フランス軍守備隊はわずか800名であり、イギリス軍は13,142名の勢力に23隻の戦列艦と13隻のフリゲート艦の支援があった。1758年6月8日、砦への攻撃が始まった。モントゴメリーは激しい砲火の下を海浜に上陸し、その部隊に銃剣を固定して前進を命じた。外に出ていたフランス兵は砦の方向に後退した。モントゴメリーの部隊と他のイギリス部隊は砦の大砲の射程範囲の直ぐ外側までフランス兵を追った。この時点でイギリス軍は砦の包囲戦に移った。悪天候が続き、包囲戦のために必要な大砲など軍需物資の到着までに数週間を要した。モントゴメリーは兵士達に塹壕を掘らせ胸壁を作らせて、フランス軍からの攻撃の可能性に備えて警戒するように命令もした。7月9日、フランス軍が砦からの脱出を試みたが失敗した。7月26日、一連の戦闘でフランス海軍の艦隊の大半が破壊されることになり、砦のフランス軍は降伏した。アマースト将軍は包囲戦の間のモントゴメリーの行動に感心し、中尉に昇進させた。
1758年7月8日、ジェームズ・アバークロンビーがシャンプレーン湖沿いのカリヨン砦を攻撃したが、大きな損失を出して撃退された。8月、モントゴメリーと第17歩兵連隊はボストンに回航され、オールバニでアバークロンビーの部隊と合流し、その後ジョージ湖に進軍した。11月9日、アバークロンビーが解任され、アマーストが総司令官に就任した。イギリス軍上層部は1759年の作戦のためにカナダへの3方面からの攻撃作戦を立案した。第17歩兵連隊を含む部隊はカリヨン砦を攻撃し、クラウンポイントに近いセントフレデリック砦も攻略することとされた。アマースト将軍の指揮下でモントゴメリーと第17歩兵連隊はカリヨン砦攻略戦に参戦した。この戦闘の前に軍隊が集結している間に、モントゴメリーの中隊は警備任務についた。モントゴメリーは兵士達にフランス兵やインディアンの急襲隊に備えるよう命令した。5月9日、第17歩兵連隊の12名の兵士が攻撃されたときにモントゴメリーの危惧が正しかったことが証明された。モントゴメリーと第17歩兵連隊は当初堅い抵抗に遭った。モントゴメリーは兵士達に同士討ちを避けさせるために夜には銃撃しないよう命令した。7月21日、全軍が砦の攻略を開始した。26日までに砦の外壁に取り付いたが、フランス軍はその勢力の大半をセントフレデリック砦に移していた。昼の間に砲撃戦が交わされたその夜、フランス軍はカリヨン砦の火薬庫を爆発させ、さらに翌日にはセントフレデリック砦も同様にし、シャンプレーン湖の北端まで後退した。
1759年遅くにロバート・モンクトン少将の指揮下に入った第17歩兵連隊は、その冬をモホーク川渓谷の守備任務で過ごした。1760年5月15日、モンクトンはモントゴメリーを連隊の副官に指名した。この地位は指揮官が連隊における最も将来を嘱望される中尉に与えるものだった。8月、第17歩兵連隊はシャンプレーン湖師団に合流し、クラウンポイントを出発してモントリオール市への3方向からの攻撃に参加した。第17歩兵連隊はイル・オ・ノワとシャンブリー砦を攻略した後、モントリオール郊外にいた他の2個師団と合流した。フランスのカナダ総督ボードレール侯爵はモントリオール市を守ることはできないと見て、戦わずして降伏した。モントリオール市が陥落したことで、カナダの全てがイギリス軍の手に落ちた。1761年夏、モントゴメリーと第17歩兵連隊はモントリオールからスタテン島まで凱旋した。

### カリブ海
イギリス政府はカナダを征服した後、カリブ海でフランス軍を破る作戦を立てた。1761年11月、モントゴメリーと第17歩兵連隊はバルバドスに移動し、北アメリカから来た他の部隊と合流した。1762年1月5日、部隊はバルバドスを出発してフランス領のマルティニーク島に向かい、1月半ばには到着した。フランス軍は攻撃が迫っているという報に接しており、その防御工作を造り上げていた。上陸拠点がすばやく構築され主力の攻勢が1月24日に始められた。フランス軍の外郭防御が攻略され、残った部隊は首都のロワイヤル砦に逃げ込んだ。イギリス軍は砦への攻撃準備を始めたが、フランス軍は状況が絶望的であることを察知して降伏した。2月12日、全島が降伏した。マルティニーク島が陥落した後、フランス領西インド諸島のグレナダ、セントルシアおよびセントビンセント島が戦闘無しにイギリスの手に落ちた。1762年5月6日、マルティニーク島での功績に対する褒賞としてジョン・キャンベル中佐がモントゴメリーを大尉に昇進させ、第17歩兵連隊に所属する10個中隊の1つの指揮官職を与えた。
1761年にスペインがフランスの同盟国として参戦した。イギリス軍上層部はハバナを占領すればスペイン本国とその植民地帝国の通信線を破壊できると考えた。1762年6月6日、イギリス軍の襲撃部隊がハバナ海岸から7マイル (11 km) 沖に到着した。モントゴメリーの中隊を含む第17歩兵連隊は、スペインがハバナを防衛するための重要拠点であるモロ砦を攻略するものとされていた。イギリス海軍の戦闘艦が砦を砲撃し、スペイン軍の大砲のうち2門を除いて沈黙させた。7月30日、モントゴメリーと第17歩兵連隊が砦を急襲して占領した。8月下旬、モントゴメリーと第17歩兵連隊はニューヨークに送られ、戦争の残り期間はそこに留まっていた。七年戦争は1763年2月10日に調印されたパリ条約で終結した。

## ポンティアック戦争
1763年4月、オタワ族インディアンの酋長ポンティアックは、フランスが降伏したことに怒り、さらに彼らに及ぼしたイギリス軍の政策に不満を抱いて、インディアンの18部族を組織化し反乱を起こした。これら部族はイギリス軍の砦8か所を占領し、他に2か所を明け渡させた。1763年6月、アマースト将軍は第17歩兵連隊にオールバニに向かい、反乱鎮圧を支援するよう命令した。
モントゴメリーの部隊を運ぶ船がハドソン川を遡ってオールバニ向かう途中、政界の有力者リビングストン家の拠点であるクラーモント荘園の近くで船が座礁した。船を離礁させる間、リビングストン家は船に乗っていた士官達を歓待した。このときモントゴメリーはロバート・リビングストンの娘で20歳になるジャネットに紹介された。このとき二人の間に何が起こったか正確には分かっていないが、ジャネットは連隊がニューヨークに戻るときに若いモントゴメリーが連隊と同道していないことには気付いていた。モントゴメリーはそれより以前にイングランドに戻ることを認められていた。
第17歩兵連隊は最初にスタンウィックス砦の守備隊任務に就き、モントゴメリーはそこに1764年まで留まっていた。1764年、モントゴメリーはカリブ海での従軍がその健康を侵していたので、キャンベル大佐とトマス・ゲイジ将軍にイングランドに戻してもらうことを願い出た。ゲイジは帰国を認め、キャンベル大佐にできるだけ早くそうさせるよう指示した。キャンベルはカリブ海への遠征で部下の士官が激減していたので、次の遠征後にのみ帰国することを認めた。
1764年、イギリス軍はインディアンの蜂起に対して2つの遠征隊を組織した。モントゴメリーと第17歩兵連隊はジョン・ブラッドストリートが指揮する遠征隊の1つに付けられ、7月にナイアガラ砦に行って1ヶ月間そこで駐屯した。一方ウィリアム・ジョンソン卿が五大湖周辺でインディアンとの大きな会合を組織し実行した。この会合には2,000名以上のインディアンが集まり、ブラッドストリートの部隊は噂されるインディアンの攻撃に対する抑止力としてそこに留まった。その後、以前に急襲の対象にされていたデトロイト砦に向かって行軍し、8月に到着した。モントゴメリーは数週間砦に留まり、その防御度を上げる作業を手伝い、また如何にインディアンと接触すべきかについて理解を増した。9月にブラッドストリートがデトロイト砦を離れてサンダスキーに向かい、ショウニー族とデトロイト族と会見した。第17歩兵連隊はデトロイト砦とミチリマキナック砦に守備隊として駐屯する一方で、その帰国が認められていたモントゴメリーはブラッドストリートに同行した。10月3日、モントゴメリーは他の数人の士官と共にオナイダ族の酋長トマス・キングと会見した。キングはイリノイで作戦に当たっているブラッドストリートの分遣隊と同行していた。キングは、イリノイではインディアンが大変敵対的であると報告し、彼らに対する軍事行動を採らないよう推薦した。2日後、ブラッドストリートとイロコイ族の指導者達との大きな会合で、ブラッドストリートはイギリス軍がショウニー族やデラウェア族を攻撃するつもりが無いことを説明した。その後にブラッドストリートはモントゴメリーを解放したので、まずジョンソン卿の邸宅があるジョンソン・ホールに、続いてニューヨークに向かい、そこでブラッドストリートからの伝言をゲイジに渡した後で、イングランドに向かった。

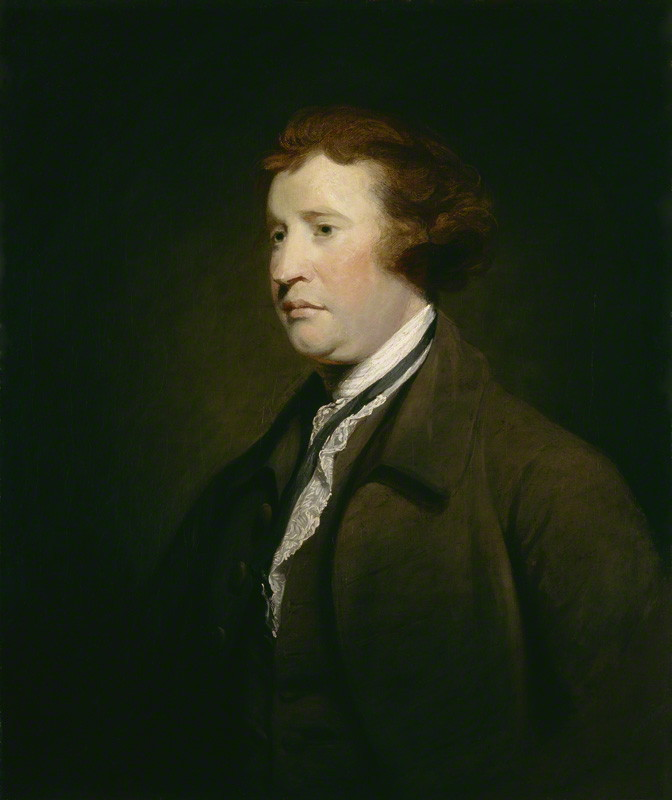
エドマンド・バーク、イギリスの哲学者でモントゴメリーの同輩の一人

## 健康の快復
イギリスでモントゴメリーは健康を快復させた。アメリカ植民地の政治的自由度に関する要求を概して支持していたイギリスの議会におけるホイッグ党議員と親交を持った。モントゴメリーはホイッグ党の著名議員のなかでもアイザック・バーレ、エドマンド・バークおよびチャールズ・ジェイムズ・フォックス等と友人になった。イギリスにいる間はこれら3人との政治談議でその時間の多くを費やした。モントゴメリーはイギリス政府の政策に疑問を持つようになった。1768年、第17歩兵連隊がイングランドに戻ると、モントゴメリーは徴兵活動を始めた。それをやる前にモントゴメリーの中隊は17名がいるに過ぎなかった。モントゴメリー自身も従軍したが、その財政状態が思わしくなく、従軍できなくなった。
1771年にモントゴメリーの昇進が見送られた。これはその政治的指向のためだったと考えられる。モントゴメリーはその任官を約1,500ポンドで売却し、1772年に軍隊を離れた。その後科学機器（顕微鏡、晴雨計、湿度計）、測量機器および製図器を購入し、その年7月にアメリカに旅立った。モントゴメリーは結婚しないことや2度と武器を取らないことを決めており、農業経営者になることにした。

## ニューヨークへの入植
モントゴメリーはニューヨーク市の北13マイル (21 km) にあるキングスブリッジで農園を購入した。周辺との調整をしているときにジャネット・リビングストンとの親交を新しくした。ジャネットは後に「礼儀正しさの故に私を訪問させた」と回想していた。モントゴメリーはジャネットに父から許可を得た後、1773年7月24日にジャネットと結婚した。
モントゴメリーは結婚後に農園を賃貸しに変え、妻の小さな住まい「グラスミア」があるラインベックに移転した。そこでは周辺の土地を購入し、囲いを立て、畑を耕し、製粉所を建設し、より大きな家を建てるための基礎を置いた。「私の人生でこんなに幸福な時は無かった」と語ったが、その後に「これが続くことはない、それは長続きしない」と付け加えた。結婚してから3か月後、ジャネットはモントゴメリーがその兄と決闘して殺される夢を見たと告げた。モントゴメリーは「私はいつもこの幸福が長続きしない。...できる限り生活を楽しんで残りは神に委ねようと言っていたよ」と答えた。
モントゴメリーはこのときアメリカ独立派であるリビングストン家との絆ができていたので、イギリス政府に対抗するようになり、イギリス人ではなくアメリカ人だと思うようになっていた。イギリス政府は抑圧的であり、専制性の国のように振舞うと考えるようになっていた。

### ニューヨーク植民地会議
1775年5月16日、モントゴメリーはニューヨーク植民地会議でダッチェス郡の代議員10人の1人に選ばれた。モントゴメリーはニューヨークでの在住期間が2年に過ぎなく、政治的な関与を求めていなかったが、地域では著名であり尊敬されていたので、会議に出席する義務を感じた。ニューヨーク市に行くことを躊躇したが、それでもラインベックから80マイル (128 km) 南のニューヨークに行った。
最初の会期は5月22日に始まった。5月26日、モントゴメリーを含む97人の代議員がその権限を正当化する決議案に署名した。モントゴメリーの見解は穏健なパトリオットのそれだった。アメリカの政府は間違っていると考えたが、栄誉ある和解の可能性を期待した。会議の中でイギリス国王に忠誠である派閥が次第にその影響力を失い、定期的に会合に参加しない者も現れた。モントゴメリーはニューヨークに軍事的防衛拠点を置くことを決める用地選定委員会の委員に選出された。また植民地民兵隊を組織しその物資を確保することにも関わった。

## アメリカ独立戦争

### 指名
1775年6月15日、新しく結成された大陸軍の総指揮官にジョージ・ワシントンが指名された後、第二次大陸会議はニューヨーク植民地政府に大陸軍に従軍する2人の者を選出するよう求めた。1人は少将に、もう一人は准将に指名される者とされた。議会はフィリップ・スカイラーを少将として重視した。モントゴメリーはこの件に関して、スカイラーはそのような役割に就くには十分な戦闘経験を持っていないと考えたので心配を表明した。モントゴメリーは、「フィル・スカイラーは私を納得させようとした...植民地における彼の重要性は重要な信任に値させている。しかし、かれは強い神経を持っているだろうか？誰が指名されるにしろその点を十分に確認できればと思う」と記していた。モントゴメリーは自分が准将の候補として検討されていることは知っていたが、公には指名される願望を表明しなかった。それでも6月22日、スカイラーが少将に、モントゴメリーが准将に指名された。モントゴメリーは同じ准将になった者の中では第2位に位置づけられた。
この指名に対する見解の中でモントゴメリーは、「大陸会議は私を准将に選ぶ栄誉を与えてくれたが、私が自分のために描いていた静かな人生に暫くの間、おそらく永久に終わりを告げる出来事である。まったく予想もせず望んでもいなかったことだが、抑圧された人々の意思は自由と隷属の間の選択を迫られており、従うしかない。」と語っていた。

大陸軍によるカナダ侵攻経路

### 作戦
6月25日、ジョージ・ワシントンがボストンに向かう途中でニューヨーク市を通過した。ワシントンはモントゴメリーをスカイラーの副指揮官に指定した。その数日後、スカイラーは大陸会議からカナダ侵攻の命令を受け取った。その考え方は軍隊がケベック植民地に侵攻し、ハドソン川と北部の湖で補給を行うというものだった。直ぐにタイコンデロガ砦に軍隊が集められ、スカイラーがその指揮を執るために7月4日に出発した。モントゴメリーはそれから数週間はオールバニに留まり、侵攻のための最後の手配を行った。モントゴメリーの妻が北のサラトガまで付いてきたので、「貴女はモントゴメリーを決して恥じることはない」と告げた。
7月と8月初旬を通じてモントゴメリーとスカイラーはどの軍隊の組織化を続け、侵攻に必要な兵士と物資を整えた。その組織化の間に、ワシントンは侵攻の拡大を決断し、ベネディクト・アーノルドにメインからケベックを侵攻する別働隊の指揮を命じた。その部隊はケベック市郊外でスカイラーの軍隊と合流し、協同してケベック市の攻撃にあたるものとされた。

### カナダ侵攻
8月、スカイラーはその侵攻の間イロコイ連邦を中立に置いておくためにその代表との会合に出発し、タイコンデロガ砦にいる軍隊の指揮をモントゴメリーに任せた。スカイラーの留守中にモントゴメリーはイギリス軍がシャンプレーン湖で砲艦を建造しているという情報を受け取った。それが完成すればイギリス軍が湖に向かうことができるようになるものだった。モントゴメリーはスカイラーからの許可を求めることなく、スクーナー船USSリバティとスループ船USSエンタプライズで1,200名の兵士と共に北に移動した。モントゴメリーはスカイラーに手紙を書いて状況を説明した。
スカイラーは8月30日にタイコンデロガ砦に戻り、さらに800名をモントゴメリーの補強に送る命令を出し、病気に罹っていたにも拘わらず、モントゴメリー隊との合流を目指して進発した。スカイラーは9月4日にアイル・ラ・モットでモントゴメリー隊に追いつき、指揮を再開してリシュリュー川の小島イル・オ・ノワまで進軍を続けるよう命令した。スカイラーはその健康が思わしくなかったが、宣言書を起草し、その中でカナダ人を「友と国の民」と呼びかけ、カナダからイギリス軍を追い出すために援助を求めた。
9月6日、モントゴメリーはモントリオール市を守るためのイギリス軍の重要地点セントジョンズ砦へ偵察隊を率いて行った。モントゴメリーは湿地と深い林の地帯を抜けて砦に向かう主力部隊を率いた。マシュー・ミード大尉が率いていた側面隊がイギリス軍と同盟するインディアン100名の待ち伏せに遭った。この部隊はその陣地を守り、待ち伏せしたインディアンを砦の方向に追い返した。モントゴメリーはイギリス軍が予測したよりも多勢であることを恐れ、その日の残り時間は作戦を中断し、イギリス軍の砲弾が及ぶ範囲外まで部隊を後退させた。スカイラーは砦をそう簡単には攻略できないと考え、モントゴメリー隊を呼び戻して、イル・オ・ノワの防御を固めさせた。
スカイラーの病状が悪化したので、軍隊の日々の機能についてはモントゴメリーが指揮を執った。9月10日、モントゴメリーが率いる前より大きな1,700名の部隊が砦の方向に移動した。砦の周りの湿地帯では、大変暗かったので大陸軍の2つの部隊が鉢合わせし、互いに相手がイギリス軍だと勘違いして、共に逃げ出した。モントゴメリーが彼らに駆け寄って停止させ、逃亡を終わらせた。その部隊が砦に近づくに従い、イギリス軍のぶどう弾に曝されるようになった。大陸軍の1部隊がイギリス軍の胸壁を攻撃し、2人の被害を出させた後で後退した。翌朝、モントゴメリーは作戦会議を開き、砦に再攻撃を掛けることで合意した。しかしイギリスの艦船が川を遡って来ているという噂が広がり、ニューイングランドの兵士の半分は驚いて逃げ出した。モントゴメリーはその部隊では砦を奪取できないと考え、イル・オ・ノワまで撤退した。モントゴメリーはニューイングランドの兵士が逃げたことに激怒し、スカイラーに軍法会議を開くよう要求した。一方スカイラーの病状は改善されていなかった。スカイラーは9月16日に養生のためにタイコンデロガ砦に向けて出発し、作戦の全指揮権をモントゴメリーに委ねた。

### セントジョンズ砦包囲戦
モントゴメリーはセントジョンズ砦の外で援軍を受け続けた。かれは指揮官達にその地位に適していないと考える者は去ることを認めた。「私は頼ることのできる戦士以外誰も残って欲しくはない」と告げた。
9月16日、モントゴメリーはイギリスの砦に対する新たな遠征隊を組織した。総勢は1,400名となった。スクーナー船1隻、スループ船1隻および平底船10隻に350名の兵士を乗せた海軍部隊を作り、イギリスの艦船ロイヤル・サベージの如何なる動きにも対応するように派遣した。モントゴメリーは残りの部隊を率いて川を上り、9月17日にセントジョンズの近くで上陸した。イギリス軍の守備隊はチャールズ・プレストン少佐の指揮する725名であり、プレストンは3年前のイギリス軍ではモントゴメリーの上級士官だった。
モントゴメリーとその部隊は最初の夜を上陸点で過ごしたが、イギリス軍の大砲から幾らかの砲撃があった。翌朝、ティモシー・ベデル少佐に砦の北の陣地を占領するよう命じたが、その兵士達が恐れているように見えたとき、自らがその任務を指揮することを選んだ。モントゴメリーが部隊を率いていくと、彼らはイギリス軍と他の大陸軍部隊との間での戦闘に出くわした。モントゴメリーがその小競り合いの指揮を執り、イギリス軍を砦の中に後退させた。モントゴメリーはベデルに部隊を付けて、砦の北約1マイル (1.6 km) で塹壕を掘らせた。続いて他の部隊を砦の周りに付けて包囲戦を始めた。

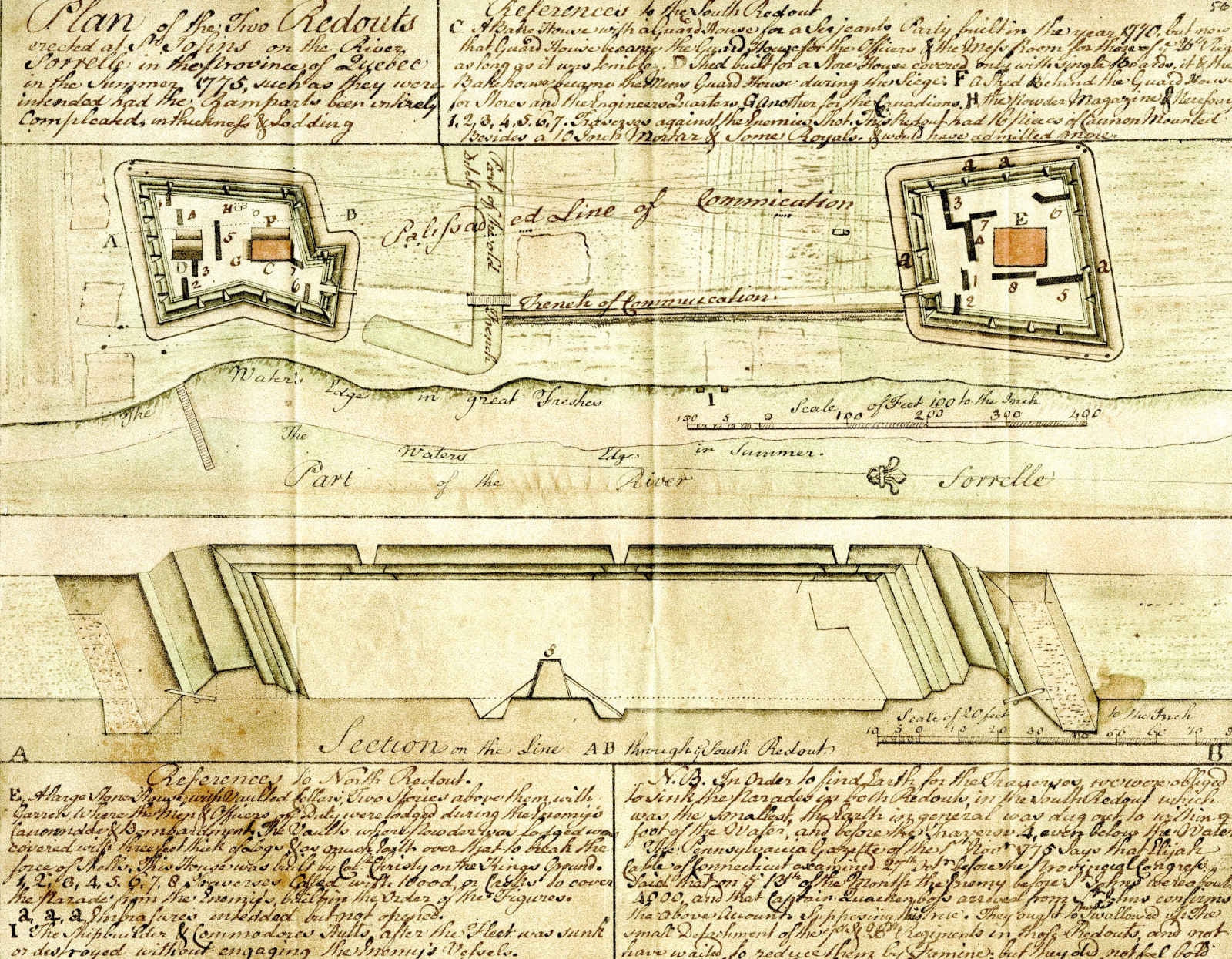
セントジョンズ砦

プレストンのイギリス軍は大陸軍よりも多くの大砲と弾薬を持っており、最初の数週間は10対1の火力差があった。モントゴメリーは包囲用工作物の改良にその部隊を集中させた。砦からの間断ない砲撃の下で数日の内に2つの砲台を造り上げた。9月22日、胸壁を査察しているときに砦からの砲弾が彼の上を通り過ぎ、そのスカートを剥ぎ取り、胸壁から彼を吹き飛ばしたが、自分の足で着地できたので危うく戦死を免れた。これを見ていた兵士は「彼を傷つけも怖がらせもしなかったように見えた」と言った。
大陸軍はタイコンデロガから物資の供給を受け続け、9月21日とさらに10月5日に大砲が到着した。しかしそれらの大砲はあまりに遠くに据えられたので、砦にたいした被害を与えられなかった。モントゴメリーは新しい大砲が到着したことで、砦東側からの砲撃をさらに近い北側からの砲撃に集中させる作戦を立てた。しかし、危険性も増すために多くの兵士が脱走することを恐れた部下の士官たちは異口同音にこの作戦に反対した。モントゴメリーは新しい砲台を作ってロイヤル・サベージを脅かすことのできる場所への建設を命じた。10月14日、その砲台が完成し、イギリス軍の艦船を沈めるために使われた。
10月半ば、シャンブリー近くに住むアメリカ人国外居住者のジェイムズ・リビングストンがモントゴメリーに、約10マイル (16 km) 下流のシャンブリー砦であればセントジョンズ砦より弱いので攻撃が成功すると提案した。モントゴメリーはこの考えを承認し、350名にシャンブリーへ向かうよう命じた。10月16日夜、大陸軍の2門の大砲がセントジョンズ砦の下を過ぎてシャンブリーへ移動した。翌朝、これらの大砲がシャンブリーへの砲門を開いた。砲撃が2日間続き、砦の壁には穴が明き、煙突が倒された。イギリス軍の指揮官が降伏し、6トンの火薬と83名の兵士が捕獲された。モントゴメリーはこの砦を守っていた第7ロイヤル・フュージリア連隊の連隊旗をスカイラーに送った。この戦争で初めて捕獲されたイギリス連隊の連隊旗だった。ワシントンはモントゴメリーにお祝いの手紙を送り、「次の手紙はモントリオールから送られること」を期待していると付け加えた。
シャンブリー砦の占領はモントゴメリー軍の兵士の士気を高めたので、セントジョンズ砦の北に砲台を建設するという作戦を実行に移すことにした。この時は反対も無かった。大陸軍が砲台を建設している間、イギリス軍はその作業者に激しい砲撃を加えたが、ほとんど被害は出なかった。モントリオールでイギリス軍を指揮していたガイ・カールトン将軍は、セントジョンズ砦の状況が絶望的だということを認識した。10月末にカールトン自ら救援隊を率いて出たが、大陸軍はその部隊がモントリオールの南でセントローレンス川を渡るのを阻止した。
11月1日、砦の北に建設していた砲台が完成した。大陸軍が砦への砲撃を開始し、その日の残り時間を通じて砲撃が続いた。イギリス軍の大砲も反撃したが効果はほとんど無かった。大陸軍の砲撃もほとんど被害を与えられなかったが、砦の中の構造物には大きな損傷を与えた。包囲されている守備隊の士気は砲撃が負担になり、食料が減っていくにつれて落ちていった。モントゴメリーは日没時に砲撃停止を命令し、シャンブリーで捕らえた捕虜に守備隊の降伏を求める手紙を持たせて砦に送り込んだ。その夜カールトンからプレストンに送られた伝令が捕らえられた。カールトンはその手紙で砦を死守するようプレストンに命じていた。11月2日、イギリス軍守備隊は軍人の栄誉を持って降伏することに同意した。11月3日に彼らは砦から行進して出てきて、植民地に送られ収監された。イギリス軍の戦死は22名、負傷は23名であり、大陸軍は包囲戦を通じて僅かに5名が戦死、6名が負傷しただけだった。

### モントリオールからケベック

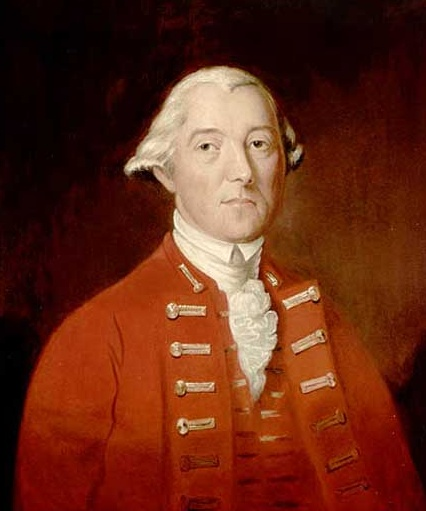
ガイ・カールトン将軍、ケベック市でモントゴメリー軍と対抗した

続いてモントゴメリーは軍隊をモントリオールに向けた。出発後、地面には雪、水と氷があり、数日間冬の嵐があったので、行軍は困難だった。モントリオールからケベック市にイギリス軍が逃亡するのを阻止するために、ソレルに分遣隊を派遣し、そこで短時間イギリス軍の部隊と衝突した。イギリス軍は即座にセントローレンス川に浮かぶ艦船に撤退した。モントゴメリーとその主力部隊がモントリオール市郊外に達したとき、市が降伏するか、さもなくば砲撃するという内容の伝言を送らせた。市の降伏条件に関する協議を行っている間に、カールトンは小さな船団でセントローレンス川を下って逃げ出した。モントリオール市は11月13日に降伏し、モントゴメリー軍は1発の銃弾も放たずに市内に入城した。
11月19日、イギリスの船団が捕まったが、カールトンはかろうじて逮捕を免れ、ケベック市への逃避行を続けた。モントゴメリーが捕虜になったイギリス兵に対して親切な待遇を行ったので、幾人かの士官がそれについて心配を表明した。モントゴメリーはこのことを自分の権限に対する挑戦だとみなし、軍隊に規律が掛けていたこともあって、辞任を表明して脅しを掛けた。ワシントンはその手紙の中で、やはり軍隊の規律に問題があることを表明し、モントゴメリーに指揮を続けるよう説得していた。
11月28日、モントゴメリーと300名の兵士が捕獲した船舶の幾隻かに乗船し、ケベック市への航海を始めた。12月2日、モントゴメリーは、ケベック市から18マイル (29 km) 上流のポワン・ト・トランブルでベネディクト・アーノルドの部隊と合流した。モントゴメリーが到着した時に、アーノルドは自分の部隊の指揮権をモントゴメリーに渡した。アーノルド隊はメインの荒野を抜けてケベック市までの道中で艱難辛苦して辿り着いており、衣類等冬の備えが必要だったので、12月3日に捕獲したイギリスの船舶から取り上げた物資を渡した。翌日、その軍隊はケベック市の方向に移動した。到着したとき、モントゴメリーは市の包囲を命令した。12月7日、モントゴメリーはカールトンに最後通牒を送り、市の降伏を要求した。カールトンはその書状を燃やした。その数日後、モントゴメリーは市内の特に商人に自分達は市民を解放するために来たということを訴える手紙を送った。しかしカールトンはその作戦を見破り即座に伝令を逮捕させた。モントゴメリーはその意思が市民に届くことを望み、弓矢を使って市の壁にその宣言を届けさせた。

### 攻撃と戦死

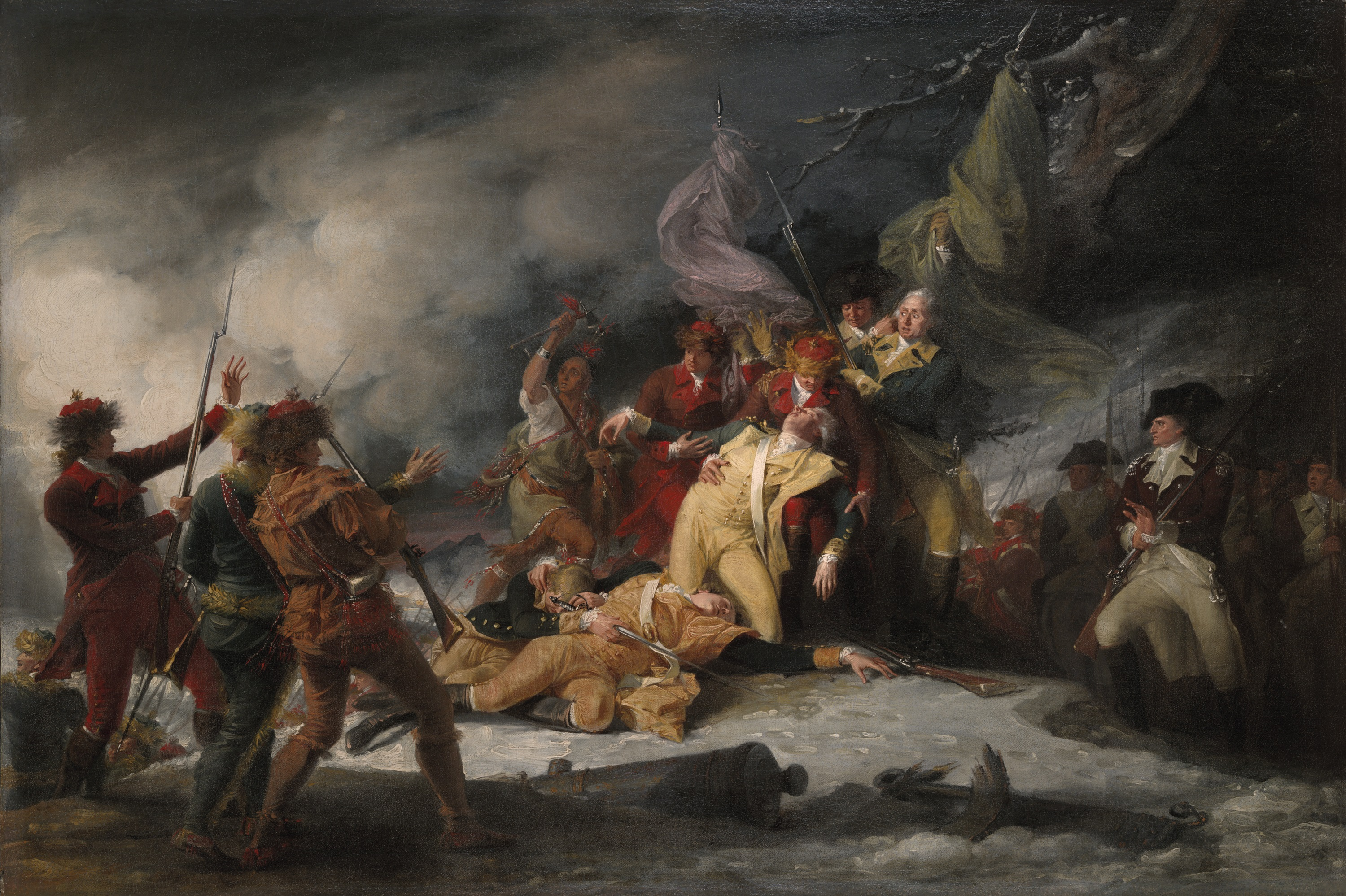
ケベックの戦い (1775年)におけるモントゴメリー将軍の戦死、ジョン・トランブル画

モントゴメリーは知らなかったことだが、彼はセントジョンズ砦とモントリオールでの勝利によって12月9日に少将に昇進していた。モントゴメリーがカールトンに降伏を決断させられなかった後、市の壁の外、数百ヤードの位置に数門の迫撃砲を据えさせた。市への砲撃は12月9日に始まったが、数日後には市の壁、守備隊および市民に対してそれほど重大な影響を与えていないことが分かった。モントゴメリーはこれを理解すると、市の壁にさらに近い場所アブラハム平原に別の砲台を据えることを命令した。ただしその場所は市からの砲撃に対してほとんど遮るものが無いところだった。12月15日、新しい砲台の準備が整い、モントゴメリーは1隊の者に休戦の旗を持たせ、市の降伏を求めさせたが、この動きも徒労だった。その後に市への砲撃を再開させたが、その効果はほとんど改善されなかった。新しい砲台はイギリス軍からのより効果的な砲撃を浴びた。モントゴメリーはその砲台の撤収を命じた。
市への砲撃の効果が無いことが分かったので、モントゴメリーは襲撃の作戦を立て始めた。川岸に近い市の一角であるローワータウン地区にモントゴメリーの部隊が攻撃を掛け、一方アーノルドの率いる部隊が市の壁の中でも岩の突起部にあって最も高く強固な場所であるケープ・ダイアモンド稜堡を攻撃して奪取することとされた。モントゴメリーはイギリス軍に自軍を見られないよう、嵐の夜に攻撃を掛けるべきだと考えた。12月27日、天候は嵐になり、兵士隊に攻撃の準備をするよう命令したが、嵐がまもなく弱くなったので攻撃の中止を伝えた。嵐を待つ間に作戦の変更を強いられた。それは大陸軍からの脱走者が防衛側に当初の作戦を伝えていたからだった。新しい作戦では、モントゴメリーの部隊が南からローワータウンに攻撃を掛け、アーノルド隊が北からローワータウンを攻撃するというものだった。市の壁を破った後は、モントゴメリー隊とアーノルド隊が市中で落ち合い、続いてアッパータウンを攻撃して抵抗勢力を崩壊させるというものだった。急襲の可能性を高めるために、2つの陽動行動も企画した。ジェイムズ・リビングストンの指揮する第1カナダ連隊の1隊が市の門の1つに火を放ち、別にジェイコブ・ブラウンの指揮する部隊がケープ・ダイアモンド稜堡の守備隊と戦って、攻撃開始の信号としてロケット弾を上げるというものだった。陽動行動を行っている間に大砲が市内に撃ち込まれることとされた。モントゴメリーはこの攻撃を躊躇していたが、アーノルド隊の兵士の徴兵期限が1月1日で切れることもあり、その貢献を失う方が心配だった。
12月30日夜に暴風雪が始まった。モントゴメリーが攻撃開始の命令を出し、大陸軍は所定の位置に動き始めた。午前4時、モントゴメリーはロケットの炎を見て、市の周りにいた兵士達をローワータウンの方向に移動させ始めた。このロケット弾は攻撃開始の合図だったが、イギリス軍にも攻撃が迫っていることを警告し、守備隊がその持ち場に殺到することになった。モントゴメリーは自らローワータウンへの行軍を先導し、市の壁の外にある険しく滑りやすい崖を下った。午前6時、モントゴメリー隊はローワータウンの外れにある柵に達し、それを切断する必要があった。2つ目の柵を切断した後、その開口部からモントゴメリーは先導隊を率いて入った。通りを下ったところに2階建ての小要塞があるのを認めたモントゴメリーはその方向に部隊を誘導し、剣を抜き、「さあ、私の良き兵士達、あなた達の将軍が続いてくることを求めている」と叫んで兵士隊を鼓舞した。大陸軍が約50ヤード (45 m) に近づいたとき、小要塞のイギリス軍（カナダ民兵30名と幾らかの水兵）大砲、マスケット銃およびぶどう弾による銃砲撃を開始した。モントゴメリーはぶどう弾を頭と両腿に受けて戦死した。このイギリス軍からの一斉射撃では、ジョン・マクファーソン大尉とジェイコブ・チーズマン大尉も戦死した。
モントゴメリーの戦死によって、その攻撃部隊は散り散りになった。ドナルド・キャンベル大佐は生き残り、幾らかは恐慌に捉われた撤退を命令した。モントゴメリー隊の支援が無く、アーノルド隊は当初の成功はあったものの、最後は潰えた。アーノルドは足を負傷し、ダニエル・モーガンを含め、多くの兵士が捕虜になった。

### 葬儀
1776年1月1日、イギリス軍は死体の回収を始めて、間もなくアメリカ植民地軍の位階の低い士官の遺体を見つけた。これをカールトン将軍のもとに運ぶと、大陸軍兵の捕虜がその遺体はリチャード・モントゴメリーのものであることを確認した。
モントゴメリーの戦死が宣言されると、ベネディクト・アーノルドが大陸軍の指揮を引き継いだ。モントゴメリーは両軍から尊敬を集めた者だったので、カールトンは尊厳を持って埋葬させることを命じたが、華美なことは避けさせた。1月4日の日没時、モントゴメリーの遺骸が埋葬された。その葬儀のとき、大陸軍の捕虜達はモントゴメリーを「英雄的な勇気」と「行動の上品さ」で「全軍の信頼」を集めた「愛された将軍」であることを認めた。

## 喪
スカイラーもワシントンもモントゴメリー戦死の知らせを聞いて落胆した。スカイラーはモントゴメリー無くしてはカナダにおける勝利が不可能だったと思った。大陸会議とワシントンに宛てて「私の愛すべき友人、勇敢なモントゴメリーはもはや居ない。勇敢なアーノルドは負傷し、ケベック攻撃に失敗して大きな痛手を蒙った。不幸がここで終わるよう神に祈るばかりだ」と書き送った。ワシントンはスカイラーに宛てて、「この紳士の死にあたり、アメリカは大きな損失を受けた。彼はアメリカの権利に対してしっかりとした友人であることを自ら認め、最も基本的な貢献を果たす能力を認めていたからである。」と書いた。大陸会議はモントゴメリーの戦死にあたり、できるだけその損失を静かに受け止めることで応えた。その知らせが軍隊や市民の士気を下げさせることを恐れたからだった。
1776年1月25日、大陸会議はモントゴメリーを記念する記念碑の建立を承認した。国を挙げての記念行事が計画され2月19日に実行された。植民地全体でモントゴメリーは英雄とみなされ、パトリオットはその市を戦争遂行のための促進材料として使おうとした。モントゴメリーの名前は文学作品の中で使われることが多い。中でもトマス・ペインが有名である。
モントゴメリーの死ははイギリスでも悼まれた。ホイッグ党はその死をイギリスのアメリカ植民地政策の破綻を示す材料に使おうとした。首相のフレデリック・ノースはモントゴメリーの軍事能力を認めたが、「私はモントゴメリーの死を公の損失として悲しむ仲間には加われない。彼の美徳に呪いあれ！彼らはその国を破滅させた。彼は勇敢だった、有能だった、人間性があった、寛大だった、しかし彼は勇敢で有能で人道的で寛大な反逆者に過ぎない」と語った。ロンドンの新聞はモントゴメリーに敬意を払った。「イブニング・ポスト」紙は3月12日の版を喪の記しとして黒枠で飾った。

## ジャネットのその後

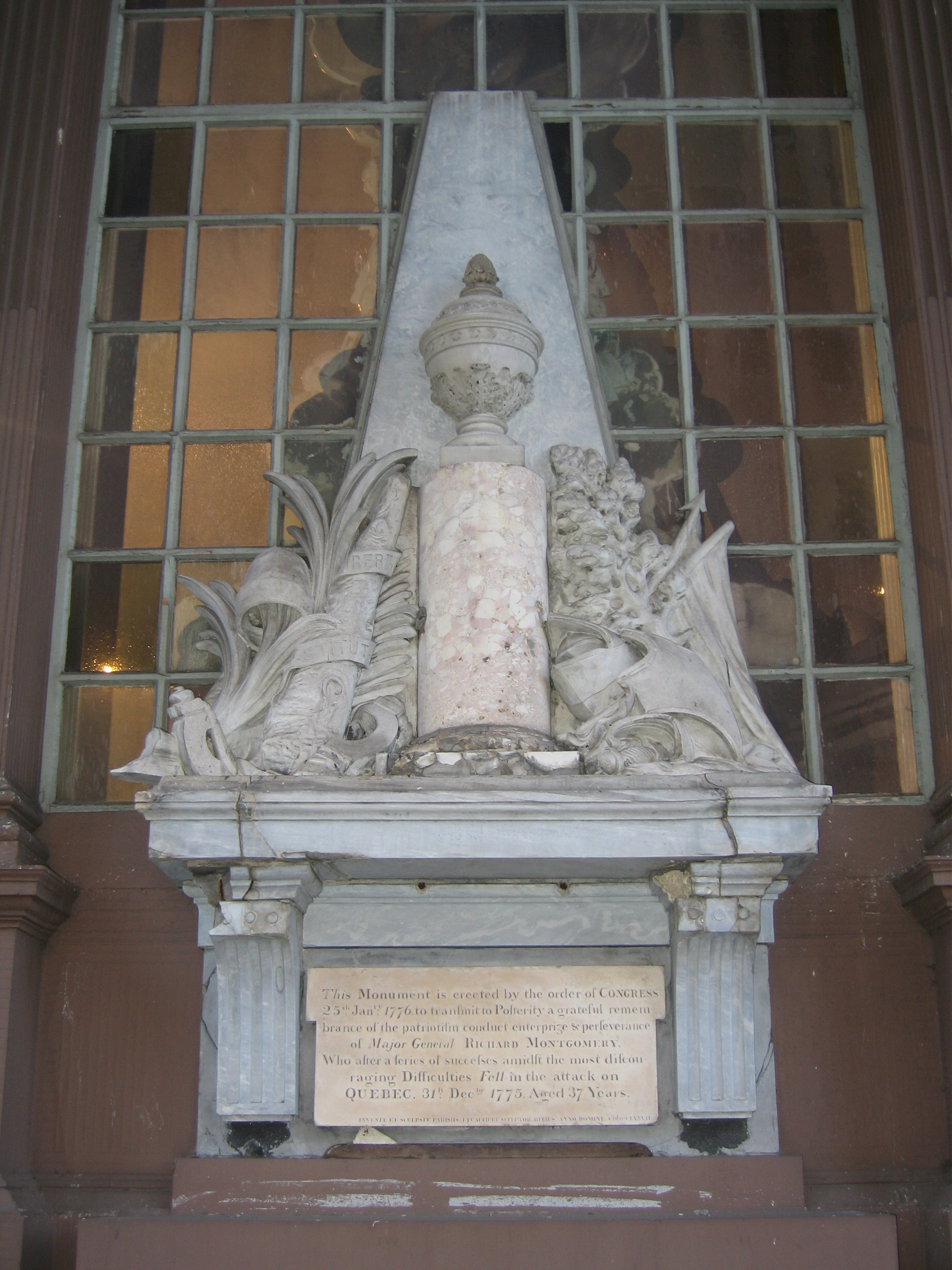
ニューヨーク市セントポール・チャペルにあるモントゴメリーの墓

モントゴメリーの妻ジャネットはモントゴメリーの死後53年間を生きた。ジャネットは常にモントゴメリーのことを「私の将軍」あるいは「私の軍人」と呼び、その評判を守った。モントゴメリの死後、彼が戦前に仕事を始めていたラインベックに近い家に移転した。戦争の残り期間も政治に興味を持ち続け、常にロイヤリストを厳しく批判した。戦後、元大陸軍の将軍ホレイショ・ゲイツが求婚したが断った。1789年、ジャネットはアイルランドにいるモントゴメリーの親戚を訪問する途中でニューヨークに立ち寄った。ここで就任宣誓を終えたばかりのワシントンの就任舞踏会に出席し、またワシントンとその家族を数回訪問した。その後間もなくアイルランドに渡り、イギリスのアメリカ政策について義姉と不和になった後で、1790年にアメリカに戻った。
1818年、ニューヨーク州知事スティーブン・ヴァン・レンセリアがケベック市からニューヨーク市へモントゴメリーの遺骸を移す許可を得た。1818年6月、モントゴメリーの遺骸はニューヨーク市に向けて出発した。7月4日にオールバニに到着し、船でハドソン川を下り、ニューヨーク市に向かった。ジャネットは家のポーチに出てきてモントゴメリーの遺骸を運ぶ船が川を下り、視界から消えていくのを見送った。その遺骸がニューヨーク市に到着すると、5,000人の民衆が葬列のために集まった。7月8日、遺骸は1776年に完成されていたマンハッタンのセントポール・チャペルにあるモントゴメリーの記念碑の隣に埋葬された。ジャネットはこの儀式のことを喜び、「私のかわいそうな軍人の灰に集められたほどの高貴な栄誉を望むことができるでしょうか」と記した。
その数年後、アンドリュー・ジャクソンがエドワード・リビングストンに当てた手紙で、「貴女の年取った姉（ジャネット）に最高の敬意を表させてください。彼女にその住まいから100マイル以内にいたら、愛国的モントゴメリー将軍の尊敬すべき名残を訪問し握手することで最高の栄誉を与えられることでしょう。彼はこの国の人々の心に今も生きていると伝えてください」と記した。この手紙が来てから3ヵ月後の1824年11月6日にジャネットは死んだ。

## 記念

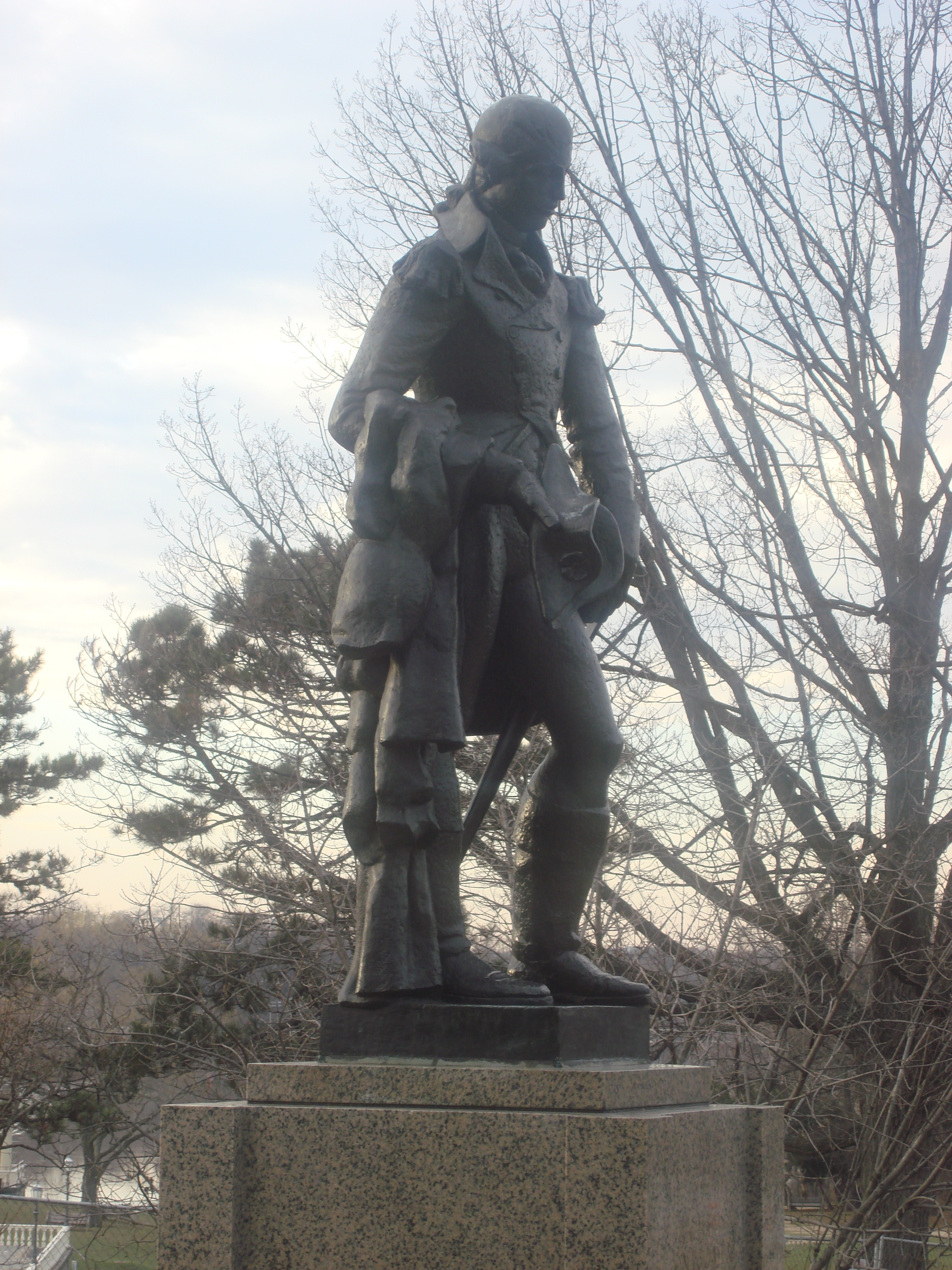
フィラデルフィア美術館近くにあるモントゴメリーの彫像

ニューヨーク州ラインベックにあったモントゴメリーの家は現在モントゴメリー通りからリビングストン通り77に移されてジェネラル・モントゴメリー・ハウスとして歴史家屋博物館になっている。この建物はラインベックでは最古の構造物であり、アメリカ独立戦争の娘達チャンセラー・リビングストン支部による毎月の会合にも使われている。
アメリカ海軍は多くの「モントゴメリー」と命名した艦船を所有してきた。中でも1776年に着工されたフリゲート艦は、イギリス軍による捕獲を免れるために完工まえに焼却された。
フィラデルフィアのフィラデルフィア美術館に近く、フェアマウント公園にはモントゴメリーの彫像がある。

### 場所

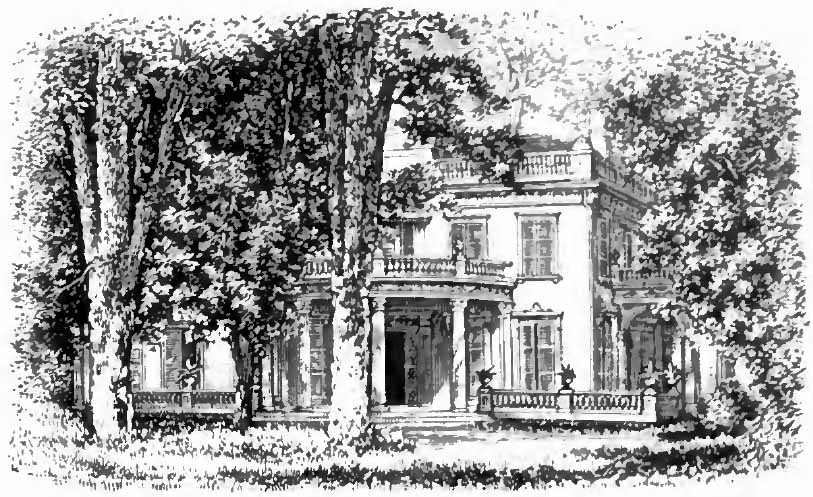
ニューヨーク州バリータウンにあるモントゴメリー・プレース

シャンプレーン湖沿いに125門の大砲を擁した大型石造り要塞のモントゴメリー砦はモントゴメリーに因んで名づけられた。その建設は1844年に始まり、カナダとアメリカ合衆国の間の戦略的に重要なフロンティアを守るために設計された。現在では廃墟だけが残っている。
モントゴメリーは幾つかの場所にその名を留めている。彼に因んで名づけられた郡としては、ノースカロライナ州、ミズーリ州、アーカンソー州、イリノイ州、インディアナ州、アイオワ州、カンザス州、ジョージア州、メリーランド州、オハイオ州、ペンシルベニア州、ニューヨーク州、バージニア州およびケンタッキー州のものがある。都市や町としてはアラバマ州の州都で州内第2の都市モンゴメリー市、ミネソタ州の都市、バーモント州の町、ニュージャージー州のタウンシップ、およびニューヨーク州のビレッジがある。
メリーランド州モンゴメリー郡の郡庁所在地ロックビルにあるリチャード・モンゴメリー高校はモントゴメリーの名を冠している。ニューヨーク州バリータウンにある邸宅モントゴメリー・プレースは1803年に建設され、モントゴメリーの未亡人によってその名が付けられた。モントゴメリー将軍は1775年にグラスミアから出発する前にその建設を計画しており、建設は当初1776年から始められる予定だった。